# If Only (canción de Descendants)
«If Only» es una canción interpretada por la cantante estadounidense Dove Cameron de la película de televisión de  Disney Channel Descendants (2015), cuya música y letra fueron compuestas por Adam Anders, Nikki Hassman y Peer Astrom. La canción debutó en el número 99 en el Billboard Hot 100 y alcanzó su punto máximo en 94. La canción fue incluida en la banda sonora de la película del mismo nombre.

## Video musical
El video fue dirigido por cameron dove y lanzado el 31 de julio mado de una escena de la película, Cameron canta en un claro del bosque.

## Lista de canciones
- Descarga digital[2]

1. "If Only" – 3:49
2. "If Only (Reprise)" – 01223

## Posicionamiento en listas
| Listas (2015)                                | Posicionamiento |
| -------------------------------------------- | --------------- |
| Estados Unidos Kid Digital Songs (Billboard) | 2               |
| Estados Unidos Billboard Hot 100             | 94              |
| Francia (SNEP)                               | 186             |

## Historial de lanzamiento
| País    | Fecha               | Formato          | Discográfica |
| ------- | ------------------- | ---------------- | ------------ |
| Francia | 31 de julio de 2015 | Descarga digital | Walt Disney  |